# عبد الرزاق هيضراني
عبد الرزاق هيضراني كاتب وناقد مغربي، توفي في 7 أغسطس 2017.
سنة 2017، فاز بجائزة الشارقة للإبداع العربي في صنف النقد، عن كتابه «جداول الكتابة وأوفاقها الثقافية في القصة القصيرة العربية المعاصرة».

## مسيرته
حصل هيضراني حاصل على شهادة الماجستير في النقد الثقافي وعلى شهادة التبريز، وكان عضوا مؤسسا لجمعية سومر للإبداع والثقافة، وشارك في ملتقيات وندوات داخل المغرب وخارجه.

## أعماله
- 2017: جداول الكتابة وأوفاقها الثقافية في القصة القصيرة العربية المعاصرة، إدارة الدراسات والنشر في دائرة الثقافة والإعلام في الشارقة
- 2017: بنعيسى بوحمالة.. تأويل العين والروح، دار الأمان، الرباط